# Gyula Háy
Gyula Háy (ur. 5 maja 1900 w Abony, zm. 7 maja 1975 w Intragna) – węgierski dramatopisarz.

## Życiorys
W latach 1919-1923 i 1929-1945 przebywał na emigracji, głównie w Niemczech i ZSRR, 1957-1960 był więziony z powodów politycznych. W 1964 wyemigrował do Szwajcarii. Pisał dramaty o tematyce historycznej (Bóg, cesarz i chłop 1932, wyst. pol. 1950) i współczesnej (Az Ítélet éjszakája (Noc wyroku) 1945, Mienie 1945, wyd. pol. 1949, Most życia 1948, wyd. pol. 1952). W dramatach tych w konwencji realistycznej, a później także groteskowej, ukazywał losy bohaterów na tle procesów społeczno-politycznych. Jest również autorem opowiadań (polski wybór Wiara, nadzieja i miłość 1950).